# Pulqueria
Aelia Pulqueria o Santa Pulqueria (en latín, Aelia Pulcheria; 19 de enero de 399-18 de febrero de 453) fue una emperatriz bizantina, considerada santa tanto para la Iglesia ortodoxa como para la católica.Su figura es la precursora de la adoración a la condición virginal de la Virgen María.

## Biografía
Nació en el año 399 en Constantinopla, como nieta del emperador Teodosio I, hija del emperador Arcadio y Eudoxia, era hermana del emperador Teodosio II; su hermana Flacilla, la mayor, murió muy joven, mientras que sus hermanas Arcaia y Marina eran menores que ella.  Pronto se distinguió por su piedad y su ortodoxia en una época de frecuentes discusiones teológicas que se convertían muchas veces en cuestiones políticas.
A la muerte prematura de sus padres en 414 asumió con quince años de edad la regencia en nombre de su hermano Teodosio durante dos años,aunque este no gustaba del arte de gobernar, ya que sus inclinaciones se dirigían más por el arte y la escritura, por lo que lo apodaban "el calígrafo"; además, era tímido, devoto y poco capaz de manejar asuntos públicos. 
En esta época, Pulqueria hizo un voto de virginidad, que mantuvo hasta el fin de sus días, e invitó a sus hermanas que hicieran lo mismo, no precisamente por motivos religiosos, sino por motivos políticos, para impedir que un político o militar aprovechase su estirpe para entrometerse en la política imperial. Se retiró a un palacio en las cercanías de Constantinopla, donde vivió una vida de piedad y devoción junto a un grupo de seguidoras, incluyendo a sus hermanas, que compartieron su voto de castidad, retomando costumbres propias de las vestales de vivir una vida dedicada a la religión pero sin apartarse de la actualidad política del Imperio.
En 421, su hermano menor Teodosio se casó con Atenaís, hija de un filósofo de Atenas, mujer elegida por Pulqueria, quien aceptó convertirse al cristianismo sin problema y fue bautizada con el nombre de Eudocia. Unos años después utilizó sus habilidades con el pusilánime Teodosio para deshacerse de Pulqueria exiliándola a Hebdomon. Pulqueria aceptó su alejamiento de la corte sin quejas y consagró su tiempo a Dios y a obras de caridad al prójimo. Todo funcionó bien, nombró a Crisafio como su apoyo, hasta que Eudocia, en el 441, fue desterrada a Jerusalén por infidelidad, y nunca regresó. Por tanto, Pulqueria fue llamada del exilio, aunque habían pasado 10 años de mal gobierno. Teodosio apoyó a Eutiques y a la herejía monofisista.

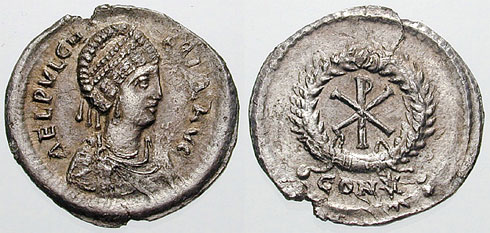
Moneda de Elia Pulqueria

El papa León Magno, en 449 acudió a Pulqueria y al emperador Teodosio II para que rechazasen el monofisismo. Teodosio expulsó a san Flaviano de Constantinopla y aprobó las actas del Sínodo de Éfeso. Pulqueria quiso influir en su hermano, para mantenerse dentro de la ortodoxia religiosa impulsada por el papa, pero no lo logró. El papa siguió tratando de luchar contra la herejía apoyada por Teodosio, participando el archidiácono de Roma Hilario, Valentiniano III, su esposa Eudosia, la hija de Teodosia, Gala Plácida; el conflicto terminó con la repentina muerte de Teodosio al caer de un caballo en una partida de caza en 450 sin sucesores. 
Ante esta compleja situación, Pulqueria, de 50 años, se convirtió en emperatriz e instaló en el poder a un general veterano de origen humilde 7 años mayor que ella, de nombre Marciano, natural de Tracia y viudo. Poco después, contrajo matrimonio con Marciano con el compromiso por su parte de respetar el voto de virginidad de Pulqueria y ambos gobernaron en armonía encaminados al progreso de la religión y del bienestar público. Tuvieron un importante papel en el Concilio de Calcedonia de 451, recibiendo a los delegados del Papa y condenando la herejía monofisista. Fue aclamada como la nueva Santa Elena, defensora de la ortodoxia católica. 
Por su piedad, Pulqueria gozó de gran popularidad. Sus gestiones como emperatriz y teóloga llevaron al desarrollo de la teología mariana, construyó muchas iglesias, tres de ellas en honor de la Madre de Dios: la de Blakhernae, la de Khalkopratia y la de Hodegetria, que figuraron entre las más famosas iglesias marianas de la cristiandad. En la última de estas iglesias la emperatriz instaló la famosísima pintura de la Virgen María que había sido traída de Jerusalén y que se atribuía al evangelista san Lucas.
En lo político, su gran obra fue asegurar la continuidad del Imperio bizantino en una época de enormes convulsiones y su matrimonio garantizó la sucesión pacífica de la corona imperial. El admirable espíritu con que desempeñaron sus deberes de gobernantes, se traduce en el lema de Marciano: "Nuestra obligación de soberanos es cuidar de la raza humana." Instalaron una Universidad donde se enseñaba el idioma griego, literatura y filosofía griega, con lo que lo griego empezó a imponerse sobre lo romano.
Pulqueria murió en el año 453. Su fiesta se celebra el 10 de septiembre.